# کیزان (آستراخان)
کیزان (به لاتین: Kizan) یک منطقهٔ مسکونی در روسیه است که در استان آستراخان واقع شده‌است.